# Küçükkırım, Ceyhan
Küçükkırım là một xã thuộc huyện Ceyhan, tỉnh Adana, Thổ Nhĩ Kỳ.